# Issoria excelsior
Issoria excelsior är en fjärilsart som beskrevs av Butler 1895. Issoria excelsior ingår i släktet Issoria och familjen praktfjärilar. Inga underarter finns listade i Catalogue of Life.